# По улиці вітер віє…
«По улиці вітер віє…» — вірш Тараса Шевченка, написаний 1848 року на Косаралі.

## Написання
Збереглося два чистових автографи у «Малій книжці» та у «Більшій книжці». Автографи не датовано.
Вірш датується дослідниками за місцем автографа у «Малій книжці» серед творів 1848 року та часом зимівлі Аральської описової експедиції в 1848—1849 роках на Косаралі, орієнтовно: кінець вересня — грудень 1848 року, місце написання — Косарал.
Найраніший відомий текст — чистовий автограф у «Малій книжці», до якої вірш переписано під № 32 у сьомому зшитку за 1848 рік, орієнтовно наприкінці 1849-го чи на початку 1850 року (до арешту 23 квітня), з невідомого ранішого автографа. Під час переписування Шевченко закреслив описку в рядку 13. Згодом, очевидно, в Новопетровському укріпленні, повернувшись до тексту, він виправив рядок 5. У 1858 році, не раніше 18 березня і не пізніше 22 липня, вірш перенесено з «Малої книжки» до «Більшої книжки» з суттєвими змінами (знято останні чотири рядки, замінено рядок 14 та слова в рядках 1, 3, 16, в рядку 5 Шевченко повернувся до первісного варіанта «Малої книжки»). Редакційна робота поета була спрямована на усунення дидактичних моментів у розповіді про матір, на посилення внутрішнього ліризму.
Найімовірніше, з «Малої книжки» вірш було переписано до рукописного списку невідомої особи з окремими виправленнями Шевченка кінця 1850-х років, що належав Л. Жемчужникову і не зберігся. Деякі відміни цього списку подав О. Кониський. До вірша «По улиці вітер віє…» він навів варіанти, що, за одним винятком, збігаються з текстом «Малої книжки» (рядки 14 та після 16), проте охоплюють не всі розбіжності між «Малою книжкою» і «Більшою книжкою».

## Публікація
Вперше вірш надруковано за «Більшою книжкою» в журналі «Основа» (1862 рік, № 1, стор. 3). Вперше твір введено до збірки творів у виданні: «Кобзарь Тараса Шевченка / Коштом Д. Е. Кожанчикова» (СПб., 1867 рік, стор. 479) і того ж року — у виданні: «Поезії Тараса Шевченка» (Львів, 1867 рік, том 1, стор. 247). Відомі дослідникам списки походять від першодруку в «Основі»: у рукописних «Кобзарях» — 1865 року, переписаному Д. Демченком та другої половини XIX ст..

## Сюжет
У цій психологічно-побутовій соціально загостреній мініатюрі, як і в поемах «Сова» і «Сом» («У всякого своя доля»), Шевченко звернувся до теми бідної вдови, єдиного сина якої віддали в солдати. Вірш немов розгортає тему двох останніх рядків поезії «Ой виострю товариша», записаної безпосередньо перед ним у «Малій книжці». Окремими мотивами вірш перегукується з рекрутськими піснями, зокрема — з піснями «До вдовиного двора лежить дорожка нова…», «А звечора, уночі сходилися багачі…». Мотив рекрутування єдиного вдовиного сина розроблявся Шевченком також у поемах «Сова» та «Москалева криниця».

## Музика
На музику вірш поклали І. Левицький, Я. Ярославенко.